# بریستول نوع ۱۷۳
بریستول نوع ۱۷۳ (به انگلیسی: Bristol Type 173) یک هواگرد ساختِ کارخانهٔ بریستول ایروپلین در کشور بریتانیا است . این هواگرد برای نخستین بار در ۳ ژانویه ۱۹۵۲ میلادی مورد استفاده قرار گرفت.